# Cottleville
Cottleville é uma cidade localizada no estado americano de Missouri, no Condado de Saint Charles.

## Demografia
Segundo o censo americano de 2000, a sua população era de 1928 habitantes.
Em 2006, foi estimada uma população de 2596, um aumento de 668 (34.6%).

## Geografia
De acordo com o United States Census Bureau tem uma área de 10,1 km², dos quais 10,1 km² cobertos por terra e 0,0 km² cobertos por água.

## Localidades na vizinhança
O diagrama seguinte representa as localidades num raio de 8 km ao redor de Cottleville.